# Nothobranchius microlepis
Nothobranchius microlepis là một loài cá thuộc họ Aplocheilidae. Nó là loài đặc hữu của Kenya. Môi trường sống tự nhiên của chúng là intermittent đầm lầy nước ngọt.